# كيفن كروجر
كيفن كروجر (بالإنجليزية: Kevin Kruger)‏ مواليد 1 مايو 1983 في ماكالين، هو لاعب كرة سلة أمريكي. بدأ مسيرته الاحترافية في سنة 2007. يبلغ طوله 6 قدم 2 بوصة (1.9 م).

## المسيرة الاحترافية
لعب مع سباستياني باسكت رييتي في الدوري الإيطالي في سنة 2009، ثم لعب مع لوس أنجلوس ديفيندرز في موسم 2012–2013، ثم لعب مع إسبارن بريمرهافن في الدوري الألماني في سنة 2013.

## روابط خارجية
- كيفن كروجر على موقع كرة السلة الأوروبية.كوم (الإنجليزية)
- كيفن كروجر على موقع كلية كرة السلة في سبورتس رفرنس.كوم (الإنجليزية)
- كيفن كروجر على موقع ريلجم (الإنجليزية)
- كيفن كروجر على موقع بروبوليرز (الإنجليزية)
- كيفن كروجر على موقع سبورتس رفرنس (الإنجليزية)
- كيفن كروجر على موقع كلية كرة السلة في سبورتس رفرنس.كوم (الإنجليزية)
- كيفن كروجر على موقع سبورتس رفرنس (الإنجليزية)